# Танцююча дівчина (скульптура)
Танцююча дівчина — доісторична бронзова скульптура, виготовлена за допомогою воскового лиття близько 2300 року до н. е. у найвідомішому місті Індської цивілізації Мохенджо-Даро (на території сучасного Пакистану), яке було одним із найдавніших міст. Статуя висотою 10,5 см зображує оголену молоду жінку чи дівчину зі стилізованими орнаментами. Скульптура вважається витвором мистецтва.
Статую було розкопано британським археологом Ернестом Маккеєм у «районі HR» міста Мохенджо-Даро в 1926 році. Зараз знаходиться в Національному музеї, Нью-Делі. Залишилася в Індії після розділу Британської Індії в 1947 році.

## Опис
Це одна з двох бронзових фігур, знайдених у Мохенджо-Даро, які демонструють більш гнучкі риси обличчя порівняно з іншими більш формальнішими позами. Дівчина оголена, носить кілька браслетів і намисто, зображена в природній позі стоячи з однією рукою, що лежить на стегні. Вона носить від 24 до 25 браслетів на лівій руці та 4 браслети на правій руці, а в лівій руці, яка лежить на її стегні, очевидно, був якийсь предмет. Обидві руки надзвичайно довгі. Намисто дівчини має три великі підвіски. Її довге волосся зібрано у великий пучок, який лежить на плечі.

## Інтерпретації
У 1973 році британський археолог Мортімер Вілер описав цей предмет як свою улюблену статуетку:
Їй, здається, років п'ятнадцять, не більше, але вона стоїть із браслетами на руці й більше нічого не одягає. Дівчина, абсолютно, на даний момент, абсолютно впевнена в собі і в майбутньому. Нічого подібного до неї, я думаю, немає в світі.

Археолог Джон Маршалл, який знайшов цю фігуру в Мохенджо-Даро, описав фігуру як «молоду дівчину, яка поклала руку на стегно в напівнахабній позі, виставивши ноги трохи наперед, коли вона відбиває такт під музику ногами та стопами». Відомо, що він здивовано відреагував, коли побачив цю статуетку. Дослідник тоді сказав: «Коли я вперше її побачив, мені було важко повірити, що скульптура була доісторичною». Археолог Грегорі Поссель описав «Танцюючу дівчину» як «найзахопливіший витвір мистецтва Індської цивілізації» та назвав її танцівницею, заявивши, що «можливо, ми не впевнені, що вона була танцівницею, але вона якісно виконувала те, що робила, і зналася на цьому…».
На думку американського фахівця з історії Індської цивілізації Джонатана Кеноєра, прочитання фігури як танцівниці «базується на колоніальному британському сприйнятті індійських танцівниць, але ця скульптура, швидше за все, представляє жінку, яка несе жертвоприношення» (що, на його думку, також робить друга фігура), хоча більшість джерел, таких як Національний музей Індії, продовжують розглядати її як танцівницю.

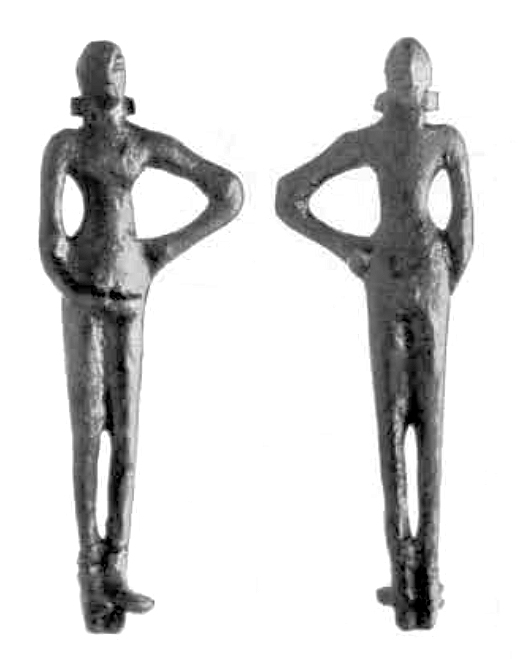
Друга бронзова статуетка дівчини, зараз виставлена в музеї Карачі, Пакистан.

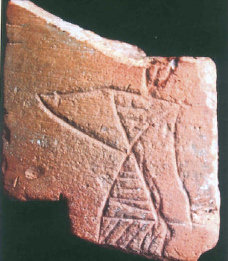
Дівчина, що танцює, гравюра на шматку червоного черепка, знайденого в Бгіррані, Індія

Ця скульптура привела до двох важливих відкриттів про Індську цивілізацію: по-перше, майстри застосовували змішування металу, лиття та інші складні методи, а по-друге, що розваги, особливо танці, були частиною їх культури. Бронзова скульптура була виготовлена за допомогою техніки точного лиття і свідчить про майстерність людей у виготовленні бронзових виробів того часу.
Подібну бронзову статуетку знайшов Маккей під час останнього повного сезону 1930—1931 років у будинку в районі DK-G в Мохенджо-Даро. Збереженість, як і якість виконання, поступаються добре відомій Танцюючій дівчині. Ця друга бронзова жіноча фігура виставлена в Національному музеї Пакистану в Карачі.
Гравірування на шматку червоного черепка, виявленому в Бгіррані в Індії, місці Хараппа в районі Фатехабад у Хар'яні, має зображення, яке дещо нагадує Танцюючу дівчину. Керівник групи археологічних розкопок періоду Індської цивілізації Л. С. Рао зауважив, що «накреслення [ліній на черепку] настільки відповідає бронзовій скульптурі, включаючи розташування рук, що здається що ремісник Бгіррани знав як ніхто про цю скульптуру».

## Історія
Після розкопок у Мохенджо-Даро в 1926 році ця та інші знахідки спочатку були збережені в Лахорському музеї, але пізніше перенесені до штаб-квартири Археологічного управління Індії в Нью-Делі, де планувалося створити новий «Центральний імперський музей» в новопроголошеній столиці Британського Раджу, в якому буде відображено принаймні деякі артефакти. Однак, після розділу Британської Індії нова пакистанська влада вимагала повернення знайдених витворів мистецтва в Мохенджо-Даро, викопаних на їхній території, але індійська влада відмовила передачі. Врешті-решт було досягнуто угоди, за якою знахідки, загальною кількістю близько 12 000 предметів (більшість уламків кераміки), були розподілені порівну між Пакистаном та Індією. У деяких випадках це сприймалося дуже буквально: так, у деяких намистах і поясах їхні намистини були розділені на дві рівнозначні купи. На пропозицію прем'єр-міністерки Індії Індіри Ганді за угодою Сімла між «двома найвідомішими скульптурними фігурами» президентом Пакистану Зульфікаром Алі Бхутто була обрана скульптура Царя-Жреця. За словами пакистанського археолога, Ганді відмовлялася повернути обидві скульптури, тому Індії зберегла собі набагато меншу скульптуру Танцюючої дівчини .
Незважаючи на те, що між двома урядами було домовлено розділити знахідки в Мохенджо-Даро, деякі пакистанські політики згодом вимагали повернення Танцюючої дівчини до Пакистану. У 2016 році пакистанський адвокат Джавед Ікбал Джаффрі звернувся до Високого суду Лахора з проханням повернути скульптуру, стверджуючи, що її «вивезли з Пакистану 60 років тому на прохання Національної ради мистецтв у Делі, але так і не повернули». За його словами, Танцююча дівчина була для Пакистану тим, чим була Мона Ліза да Вінчі для Європи. Однак уряд Пакистану не надсилав публічного запиту до уряду Індії.